# HNK Hajduk Split
HNK Hajduk Split (splošno znan kot Hajduk Split ali krajše Hajduk) je hrvaški nogometni klub iz Splita, ki je bil ustanovljen leta 1911. Osnovali so ga  tamkajšnji študentje (Fabjan Kaliterna, Lucijan Stella, Ivan Šakić, Vjekoslav Ivanišević, Vladimir Šore), ki so študirali v češki Pragi. Ime Hajduk bi v slovenščini pomenilo ropar, razbojnik. Poimenovan je bil po upornikih v tedanjih časih. Svoje domače tekme igra od leta 1979 na stadionu Poljud s kapaciteto 35.000 gledalcev. Je edini klub v nekdanji Jugoslaviji, ki je med leti 1923-1991 vedno igral v 1. ligi in je edini, ki ob naslovu prvaka ni bil poražen (sezona 1949/50). V ligi prvakov se je Hajduk najdlje prebil do četrtfinala v sezonah 1975/76, 1979/80 in 1994/95, v pokalu UEFA pa do polfinala v sezoni 1983/84. Hajduk je ob Dinamu iz Zagreba najpopularnejši klub na Hrvaškem, medsebojne tekme so znane kot Večni derbiji (doslej so jih odigrali 170). Največja navijaška skupina Hajduka se imenuje Torcida.

## Uspehi

### Domače lovorike

#### Hrvaška
- Hrvaški prvaki ( 10 x )

(1940/41, 1944/45, 1991/92, 1993/94, 1996/97, 1994/95, 2000/01, 1999/00, 2003/04, 2004/05)
- Zmagovalci hrvaškega pokala ( 9 x )

(1993, 1995, 2000, 2001, 2003, 2010, 2013, 2022, 2023)
- Hrvaški nogometni superpokal ( 6 x )

(1992, 1993, 1994, 1995, 2004, 2005)

#### SFRJ
- Prvaki Jugoslavije ( 9 x )

(1927, 1929, 1950, 1952, 1955, 1971, 1974,1975, 1979)
- Pokal maršala Tita ( 9 x )

(1967, 1972, 1973, 1974, 1976, 1977, 1984, 1987, 1991)

## Kader prvakov
- 1911.: Buchberger, Namar, Bonetti, Zuppa, Fakač, Murat, Tudor, B. Šitić, Raunig, Lewaj in Nedoklan.

Trener: Oldrich Just (to je bilo prvo člansko moštvo kluba)
- 1912.: A. Šitić, B. Šitić, Salvi, Gazdić, Nedoklan, Tudor, Righi, Pilić, Dujmović, Nikolić, Nikola De Marchi, Kaliterna

Trener: Swagrovsky
- 1913.: godine: Sisgoreo, Salvi, De Marchi, Kaliterna, Righi, Tudor, B. Šitić, Dujmović, Tagliaferro, Gazdić in Nedoklan.

Trener: Otto Bohata
- 1914.: Tagliaferro, Pilić, Robert Salvi, Sisgoreo, Righi, Kaliterna, Zajiček, A. Šitić, Gazdić, Dujmović in Nedoklan.
- Trenerji: Norbert Zajiček in Zdenko Jahn

- 1923.: M. Borovčić Kurir, Brajević, M. Bonačić, Dujmović, Šitić, Machiedo, V. Poduje, Š. Poduje, Ljubo Benčić, A. Bonačić, Mihaljević, Kesić, Šuste, Rodin, Radić.

Trener: Luka Kaliterna
- 1927.: O. Gazzari, R. Gazzari, Rodin, Dujmović, V. Poduje, Kurir, Dešković, Kesić, Š. Poduje, Benčić, M. Bonačić, Markovina, A. Bonačić, Radić, Zvonimir Bavčević, Marić

Trener: Luka Kaliterna
- 1928.: V. Poduje, R. Gazzari, Radić, Benčić, Š. Poduje, O. Gazzari, M. Borovčić Kurir, Lemešić, Rodin, Miroslav Dešković, A. Bonačić, Čulić i Montana.

Trener: Luka Kaliterna
- 1929.: O. Gazzari, R. Gazzari, Ivan Montana, Rodin, V. Poduje, M. Kurir, Desković, Š. Poduje, Benčić, M. Bonačić, Lemešić, A. Bonačić, Radić, Perajica, Čulić, P. Kurir

Trener: Luka Kaliterna
- 1930.: Veljko Poduje, Ante Bonačić, Anđelko Marušić, Miroslav Dešković, Vladimir Kragić, Bartul Čulić, Leo Lemešić, Dušan Gusina, Ljubo Benčić, Marko Mikačić, Ante Bakotić.

Trenerja te sezone sta bila: Luka Kaliterna in Erwin Puschner.
- 1941.: Krstulović, Kokeza, J. Matošić, Rafanelli, Marušić, Bakotić, Alujević, Kacijan, F. Matošić, Sobotka, Radovniković, Jelačić, Batinić, Lolić, Vidak, Luštica

Trener: Ljubo Benčić
- 1945.: Krstulović, Kokeza, J. Matošić, Broketa, Katnić, Luštica, Mrčić, F. Matošić, Lokošek, Andrijašević, I. Radovniković

Trener: Ljubo Benčić
- 1946.: Kokeza, Broketa, Mrčić, Batinić, Luštica, F. Matošić, J. Matošić, Lokošek, I. Radovniković, Vidak, Andrijašević, T. Radovniković, Stinčić, Čulić

Trener: Ljubo Benčić
- 1950.: Beara, Kokeza, Broketa, Mrčić, Katnić, I. Radovniković, Drvodelić, Luštica, Krstulović, F. Matošić, Vukas, Vidak,  Arapović, T. Radovniković, Andrijašević, Senauer

Trener: Luka Kaliterna
- 1952.: Beara, Kokeza, Broketa, L. Grčić, Mrčić, Luštica, Senauer, Mladinić, Andrijašević, F. Matošić, Vukas, Katnić, Krstulović, D. Grčić, Arapović, Drvodelić

Trener: Jozo Matošić
- 1955.: Beara, Kokeza, Radović, L. Grčić, D. Grčić, Luštica, Rebac, Vukas, Matošić, Vidošević, Senauer, Dadić, Broketa, Krstulović, Bego, Zanetić

Trener: Aleksandar Tomašević
- 1970./71.: Vukčević, Ristić, Lemešić, Buljan, Vardić, Holcer, Ivković, Hlevnjak, Jerković, Gluić, Pavlica, Džoni, Sirković, Zrilić, Vukman, Slišković

Trener: Slavko Luštica
- 1973./74.: Mešković, Bošković, Džoni, Boljat, Peruzović, Holcer, Buljan, Ivković, Hlevnjak, Nadoveza, Žungul, Katalinić, Jerković, Obilinović,  Šurjak, Rožić

Trener: Tomislav Ivić
- 1974./75.: Mešković, Džoni, Rožić, Boljat, Peruzović, Holcer, Buljan, Žungul, Mužinić, Jerković, Šurjak, Katalinić, Šimunić, Jovanić, Jurišić, Gluić

Trener: Tomislav Ivić
- 1978./79.: Budinčević, Zo. Vujović, Boljat, Luketin, Primorac, Rožić, Zl. Vujović,  Peruzović, Mužinić, Boriša Đorđević, Šurjak, Žungul, Jovanić, Krstičević, Katalinić, Šalov

Trener: Tomislav Ivić
- 1992.: Slavica, Vladislavić, Novaković, Štimac, Abazi, S. Bilić, Jeličić, Miše, Mornar, Vučević, Kozniku, Mihačić, Andrijašević, Ivica, Španjić, Osibov

Trener: Stanko Poklepović
- 1993./94.: Mihačić, Vladislavić, Mladinić, Španjić, Hibić,  Pralija, Rapaić, Miše, Erceg, Računica,  Kozniku, Butorović, Vulić, Mornar, Balajić, Osibov

Trener: Ivan Katalinić
- 1994./95.: Gabrić, Butorović, Peršon, Hibić, Štimac, Andrijašević, Vulić, Rapaić, Mornar, Asanović, Meštrović, Slavica, Računica, Pralija, Erceg, Vučević

Trener: Ivan Katalinić
- 2000./01.: Pletikosa, Miladin, Rendulić, Sablić, Carević, Miše, Đolonga, Đuzelov, Musa, Leko, Deranja, Bošnjak, Andrić, Bubalo, M. Bilić, Lalić

Trener: Petar Nadoveza, Zoran Vulić
- 2003./04.: Balić, Miladin, Vuković, Vejić, Rukavina, Neretljak, Blatnjak, Carević, Andrić, Bule, Pralija, Krpan, Turković, Deranja

Trener:  Zoran Vulić, Petar Nadoveza
- 2004./05.: Kale, Balić, Vejić, Rukavina, Vučko, Žilić, Đolonga, Bartulović, Šuto, Damjanović, Pralija, Leko, Kranjčar, Biščević, Munhoz, Bušić, Blatnjak, Lovrek, Rački, Turković, Dragičević

Trenerji: Ivan Katalinić, Blaž Slišković, Igor Štimac

## Nekdanji znani igralci
| - Dejan Bauman - Branko Oblak - Sebastjan Cimirotič - Boriša Đorđević - Eduard Abazi - Florin Cernat - Giorgi Iluridze - Arlind Basha - Senijad Ibričić - Blaž Slišković - Rizah Mešković - Mirsad Hibić - Dragan Blatnjak - Dario Damjanović - Almir Turković - Haris Bukva - Mass Sarr - Zoran Simović - Josip Skoko - Xhevat Prekazi - Pablo Munhoz - Bernard Vukas - Frane Matošić - Slavko Luštica - Mišo Krstičević - Andrija Anković - Pero Nadoveza - Ivica Hlevnjak - Dragan Holcer - Jurica Jerković - Ivica Šurjak - Dražen Mužinić - Ivan Buljan | - Luka Peruzović - Ivan Katalinić - Slaviša Žungul - Vilson Džoni - Vedran Rožić - Zlatko Vujović - Zoran Vujović - Boro Primorac - Hrvoje Čulić - Vladimir Beara - Anto Miročević - Ivan Pudar - Ivan Gudelj - Miroslav Blažević - Aljoša Asanović - Alen Bokšić - Robert Jarni - Slaven Bilić - Dado Pršo - Adrian Kozniku - Ivan Leko - Milan Rapaić - Igor Tudor - Igor Štimac - Ivica Mornar - Tonči Gabrić - Niko Kranjčar - Stipe Pletikosa - Mate Bilić - Ivan Perišić - Tomislav Kiš - Franko Andrijašević - Pavao Vugdelija | - Danijel Subašić - Nikica Jelavić - Marko Livaja - Ante Vukušić - Josip Radošević - Zoran Vulić - Mario Carević - Mladen Mladenović - Mato Neretljak - Zoran Varvodić - Zvonimir Deranja - Joško Jeličić - Ante Miše - Nenad Pralija - Stipe Balajić - Nino Bule - Petar Krpan - Vlatko Đolonga - Goran Sablić - Krunoslav Rendulić - Saša Peršon - Mario Meštrović - Tomislav Erceg - Srđan Andrić - Zoran Slavica - Goran Vučević - Srđan Mladinić - Darko Miladin - Hrvoje Vejić - Vladimir Balić - Igor Musa - Dean Računica - Matej Jonjić - Roko Španjić - Mario Pašalić |

## Slovenci v Hajduku
- Dejan Bauman
- Boško Boškovič
- Sebastjan Cimirotič
- Suad Filekovič
- Zdenko Iskra
- Klemen Lavrič
- Branko Oblak
- Marijan Pušnik kot trener
- Marko Ranilović
- Sašo Udovič

## Slike
- Stadion Poljud,Split
- Hajdukov grb 1960-1991
- Hajdukovo moštvo leta 1955.
- Pogled s tribune Stadiona Poljud
- Pogled na eno izmed stavb v Splitu,kjer je naslikan grb kluba
- Dva grafita v dalmatinski prestolnici-navijaška in klubska
- Navijači so prispeli tudi na najvišji vrh Slovenije
- Hajdukovi navijači iz Slovenije,Split 2011